# Catedral de Narbona

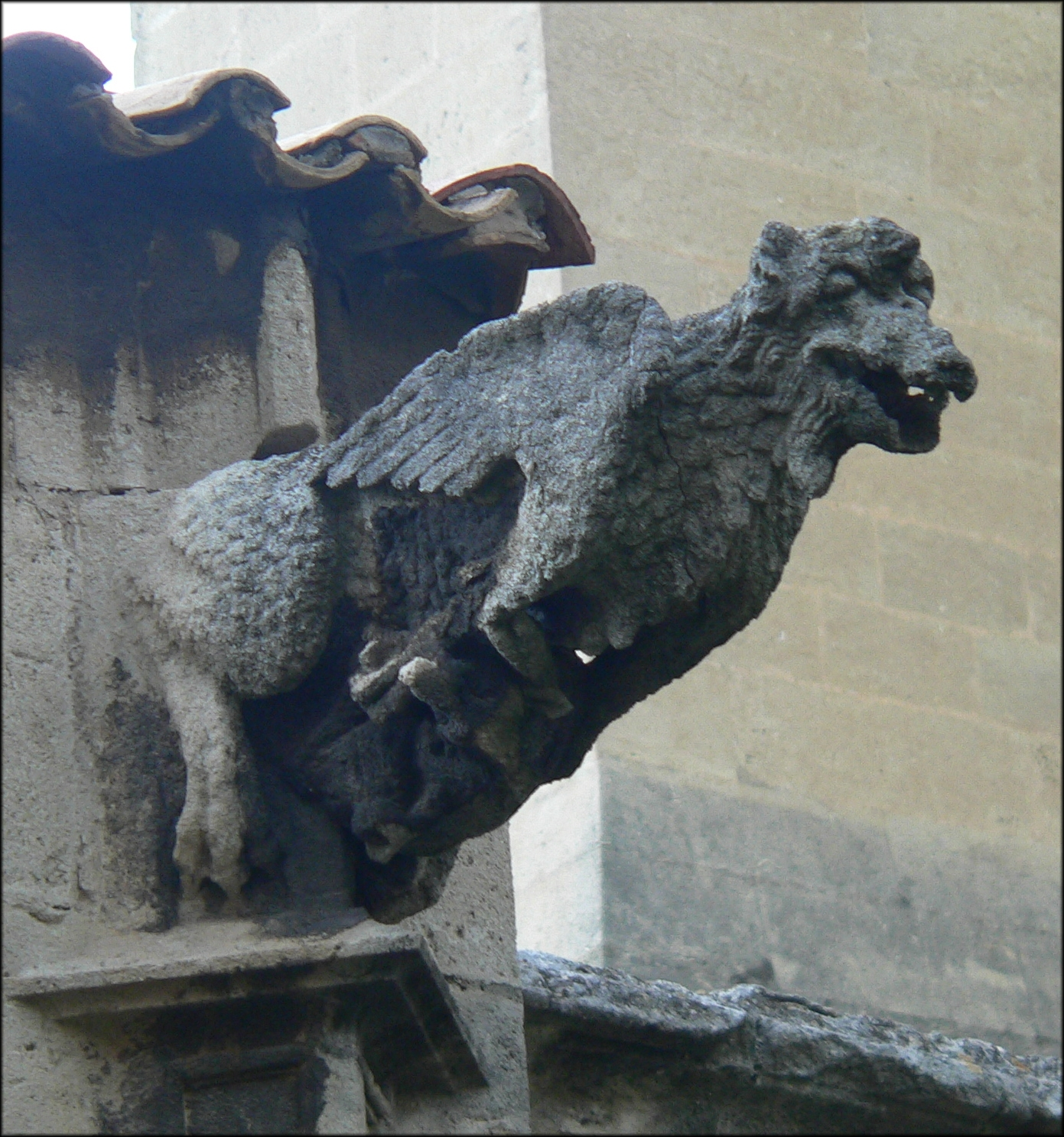
Detalle de una de las gárgolas.

La catedral de San Justo y San Pastor (Francia), está en Narbona, Francia y se halla comprendida dentro del conjunto monumental del Palacio de los Arzobispos de Narbona. Está dedicada a los santos Justo y Pastor. La construcción que dio comienzo en 1272, nunca fue concluida.

## Historia
El claustro de la catedral de Narbona, al sur del edificio, no se terminó nunca. Se inició en 1272 y las obras duraron hasta finales de 1340. Como quiera que para continuarlas habría sido necesario demoler una parte de las murallas romanas, los cónsules de la villa se opusieron originándose un pleito entre el capítulo y los cónsules. En 1353 el príncipe Negro atacó la ciudad y la muralla demostró ser una buena defensa de la misma, por lo que no se volvió a hablar de su demolición. Un segundo claustro se edificó entre finales del siglo XIV y principios del siglo XV. A principios del siglo XVIII un arzobispo quiso continuar las obras dando origen, con ello, a un curioso edificio que se encuentra en el lado oeste. A mediados del siglo XIX Viollet-le-Duc quiso ponerle la fachada, pero no lo consiguió.
El proyecto fue obra del maestro Jean Deschamps, autor también de las catedrales de Clarmont-Ferrand y Limoges. La catedral es, casi en su totalidad, de estilo gótico, pero tiene algunas torres que le dan un aspecto de fortificación, no son decorativas sino que, efectivamente, el conjunto sirvió para la defensa de la ciudad.

## Descripción
Desde el claustro se llega, por un corredor, a la sala del gran órgano de la catedral de Narbona, obra del artesano Moucherel (1741). A la salida las paredes verticales, de 40 metros de altura, ofrecen un aspecto impresionante. Las vidrieras son de los siglos XIV y XV. Quedan los restos de la tumba, de mármol, de Felipe III de Francia (Felipe el Audaz), destruida en 1793. El mobiliario es clásico. El altar principal, con baldaquino, es de mármol de Caunes y bronce dorado, fue una donación hecha por el cardenal de Bonzo, arzobispo de 1673 a 1703, fue construido siguiendo el modelo de Hardouin-Mansart. Las salas capitulares son de la época de Luis XVI.
A la izquierda del altar principal hay una torre, llamada del tesoro, y las capillas; en esta zona está la tumba del caballero de la Borde (del tiempo de Enrique IV de Francia) y las tumbas y catafalcos de los arzobispos (también las del cardenal Briçonnet y la del cardenal La Jugie). La capilla absidal tiene una estatua de alabastro de la Virgen, realizada en 1400. Encima de la sala se halla el llamado "tesoro de la catedral", que contiene, entre otros muchos objetos de culto, la tapicería de La Creación del Mundo, hecha en el siglo XV por los artesanos de Bruselas, una placa de marfil con escenas evangélicas del siglo X, manuscritos, un cofre-relicario, objetos de orfebrería religiosa y, en particular, la capilla de Monseñor Dillon, último arzobispo. En la misma iglesia hay tapices de Gobelinos y Aubusson, la estatua de Nuestra Señora del Pont y un grupo policromado: La Missa a la Tomba, del siglo XVI.
Por una puerta del claustro se llega a un jardín desde el que se puede ver la parte oeste de la catedral y el Palacio de los Arzobispos de Narbona. Se ven las dos torres redondas entre las cuales se halla la sala del Sínodo, principal edificio del Palacio Nuevo de Narbona. Desde el claustro también se llega, por el pasaje del áncora, a la sala del pilar, del siglo XIV, llamada así porque reposa sobre un gran pilar central y que contiene una gran colección de esculturas medievales, inscripciones y bajorrelieves, con algunas estatuas del período visigótico (finales del siglo XV), y la tumba de la vizcondesa de Algaieta (1273), con una estatua.